# Phytomyza astotinensis
Phytomyza astotinensis är en tvåvingeart som beskrevs av Griffiths 1976. Phytomyza astotinensis ingår i släktet Phytomyza och familjen minerarflugor. Inga underarter finns listade i Catalogue of Life.